# Jason Watkins
Jason Watkins (Albrighton, 28 de outubro de 1966) é um ator britânico. Ele é mais conhecido por protagonizar o filme The Lost Honour of Christopher Jefferies, pelo qual ganhou o BAFTA TV de melhor ator. Seus outros papeis notáveis são em Being Human, Trollied, W1A, na série de filmes Nativity e como o primeiro-ministro britânico Harold Wilson na terceira temporada de The Crown.